# Okupace Slovenska německou armádou
Vojenská okupace Slovenska německou armádou, zahájená dne 29. srpna 1944, byla reakcí nacistického Německa na rostoucí bezpečnostní nestabilitu klerofašistického Slovenska, které bylo v letech 1939–1945 spojencem hitlerovské říše. Vstup Wehrmachtu a Waffen-SS na slovenské území mělo primárně zlikvidovat vzmáhající se partyzánský odboj. Sekundárním účelem okupace bylo instalovat na Slovensku upravenou vládu, která bude efektivně plnit nacistické požadavky. Vstup ozbrojených jednotek způsobil předčasné zahájení Slovenského národního povstání, které okupační síly v následujících dvou měsících rozdrtily. Okupaci ukončilo až osvobození Slovenska Rudou armádou v dubnu 1945.

## Události předcházející vojenské okupaci

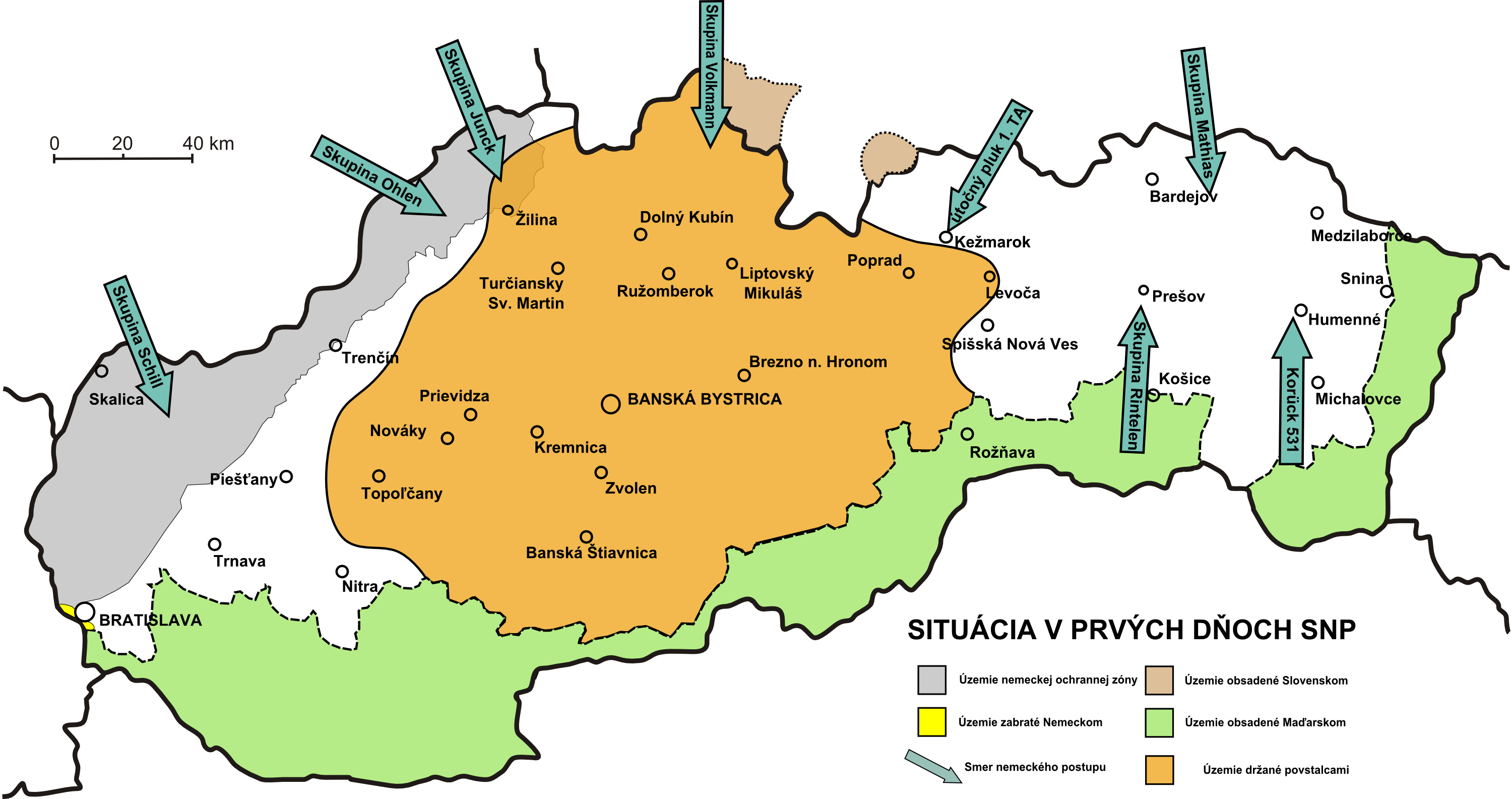
Vstup německých vojsk na slovenské území ze západu, severu a jihu

Slovenský stát vznikl v důsledku německé agrese vůči Československu a přes svou formální samostatnost patřil po celou dobu své existence mezi satelity podléhající Třetí říši. Samostatnost na Druhé republice vyhlásil slovenský sněm 14. března 1939. Jako spojenec nacistického Německa se Slovensko zúčastnilo druhé světové války na straně Osy. Ve zdejším totalitním politickém systému hrála vůdčí roli Hlinkova slovenská ľudová strana, která ovládala slovenskou společnost i díky svým monopolním organizacím, kterými byla Hlinkova garda či Hlinkova mládež. Ľudácký režim se během války zkompromitoval perzekucí židovského obyvatelstva, která vyvrcholila zapojením se Slovenské republiky do tzv. konečného řešení židovské otázky prostřednictvím vyvezení většiny slovenských Židů do nacistických koncentračních a vyhlazovacích táborů.
Oblíbenost režimu začala mezi slovenským obyvatelstvem klesat poté, co se Slovenský stát připojil po boku Německé říše k válečnému konfliktu. Protesty proti válce se na Slovensku objevily již po napadení Polska v roce 1939, avšak zlom v myšlení většiny obyvatelstva přišel teprve po útoku na Sovětský svaz v roce 1941. Nezanedbatelné ztráty na životech spolu s válečnými hrůzami a brutalitou německých vojáků vůči slovanskému obyvatelstvu, se kterou se slovenští vojáci setkávali na východní frontě, dále prohlubovaly odpor Slováků k probíhající válce. Popularitu režimu snižovalo i zapojení slovenské vlády do perzekuce a likvidace Židů a politických oponentů. Tyto a další okolnosti přispívaly k oslabení pozic slovenské vlády, která koncem roku 1942 raději pozastavila transporty Židů ze slovenského území.
Důležitý impulz pro zesílení odboje na Slovensku představovaly těžké porážky vojsk Osy v roce 1943. Množily se také dezerce ve slovenské armádě, kdy někteří její členové přebíhali k sovětským partyzánům. Z českých a slovenských zajatců a uprchlíků byl následně založen 1. československý partyzánský oddíl v Sovětském svazu. Poté, co sověti začali zatlačovat vojska Osy zpět na západ, došlo k aktivizování partyzánských skupin a slovenští odbojáři začali stále častěji provádět sabotáže. V červenci roku 1944 dosáhly operace partyzánů proti místní slovenské infrastruktuře, především však brutální teror proti Karpatským Němcům a příslušníkům Hlinkových gard a jejich rodin takového rozsahu, že v Německu rostlo přesvědčení o nezbytnosti vojenského zásahu.

## Průběh vojenské okupace
Opatření slovenské vlády proti partyzánům nejenže zůstala neúčinná, ale odbojové skupiny své akce proti německé menšině a ozbrojeným silám Německé říše ještě zvyšovaly. Německý vyslanec v Bratislavě Hanns Ludin byl proto nucen požádat jednotky Wehrmachtu bojovat proti partyzánům. Vojenská situace ve všech válečných dějištích však zásah Wehrmachtu neumožňovala zpočátku a po dočasném uklidnění Ludin svou žádost dne 27. srpna stáhl. V noci z 27. na 28. srpna však došlo ve středoslovenském městě Turčianském Svätom Martine k incidentu, který vedl k eskalaci napjaté situace a spustil německou intervenci. Skupina partyzánů pod vedením sovětského partyzánského vůdce Welitschka spolu se vzbouřenou místní posádkou slovenské armády bez vědomí vojenského velitelství zastavila vlak vezoucí misi německé armády, všech 22 německých důstojníků zadržela a postřílela je. Povraždění členů německé vojenská mise pochopitelně nezůstalo bez reakce Říše. 
Po opakovaném ultimativním naléhání německého velvyslance prezident Jozef Tiso a vláda souhlas vydali. Dne 30. srpna 1944 Tiso oznámil pozvání německé armády v rozhlase, přičemž se snažil udržet představu o tom, že se nejedná o vojenskou okupaci, ale o pomoc jak vrátit zemi charakter klidného státu. Dne 1. září následně nařídil odzbrojení bratislavské posádky. Bojů s povstalci se nezúčastnili jen Němci, ale Tiso dal rozkaz k zásahu i pohotovostním oddílům Hlinkovy gardy, jejímž byl nejvyšším velitelem.
Okupace Slovenska německými vojsky probíhala ze tří stran a celkem ji postupně provedlo osm operačních skupin. Z území protektorátu postupovaly jako první k Žilině obrněné jednotky Junck a Ohlen, na jihozápad k Bratislavě postupovala skupina SS-Schill. Z Polska postupovaly tři skupiny – Volkmann, Mathias a pluk 1. tankové armády. Z Maďarska útočily skupiny Korück 531 a Rintelen, které měly za úkol odzbrojit Východoslovenskou armádu, obsadit štábní velení, jeho komunikační prostředky a vojenské sklady. Tankový pluk a jednotka SS-Schäfer obsadila nejdříve Kežmarok a následně Poprad. Skupina Mathias obsadila letiště v Prešově, zajala velitele Malára a zajistila Dukelský průsmyk. Malá jednotka Volkmann překročila hranice u Oravy až 4. září a byla zastavena u Krivé a poté ustoupila do Tvrdošína. Současně zajistila rafinerii a sklady pohonných hmot v Trstené. Na potlačení slovenského povstání byl 1. září jmenován osobní přítel Heinricha Himmlera generálplukovník SS a generál Waffen-SS Gottleb Christian Berger.
Během prvních deseti dnů byl Heinrich Himmler s výsledky německých vojsk spokojen a dne 9. září hlavního velitele SS-Obergruppenführera Gottleba Bergera vyznamenal železným křížem. Dne 14. září byl však přesto zbaven vrchního velení, neboť jeho sliby o dalším postupu se už míjely s realitou. Berger nepočítal s organizovaným vojenským odporem a domníval se, že se jedná pouze o aktivitu partyzánů, které poté budou řešit speciální vojenské a policejní složky.Nástupcem Bergera se stal nechvalně známý SS-Obergruppenführer generál Waffen-SS a policie Hermann Höfle, který se ujal funkce a setrval v ní až do konce války. 
Následný německý protiútok donutil povstalce přejít do defenzívy. Po tvrdých bojích, které trvaly do 28. října, obnovily německé jednotky kontrolu nad většinou slovenského území. Sovětské a československé jednotky, které se na Slovensko pokoušely probojovat skrz velmi dobře bráněný Dukelský průsmyk, se na pomoc povstání nedostaly včas. Slovenští velitelé povstání byli zajati. Většina přeživších povstaleckých vojáků a partyzánů se po porážce povstání stáhla na zimu do hor. Slovenské národní povstání tak bylo po dvou měsících bojů potlačeno. Přestože se Slovenský stát s pomocí nacistů i přes povstání udržel, jeho území se až do konce války s postupem sovětských vojsk neustále zmenšovalo a ľudácký režim byl už zcela závislý na nacistickém Německu.

## Související události
Okupace Slovenska ozbrojenými nacistickými složkami na podzim 1944 vedla k utužení diktatury na Slovensku a zesílení represivní politiky vůči všem potenciálním oponentům režimu. Bezprostředně po zahájení okupace byly obnoveny transporty slovenských Židů do nacistických koncentračních a vyhlazovacích táborů.